# Шмилау
Шмилау (нем. Schmilau) — община в Германии, в земле Шлезвиг-Гольштейн. 
Входит в состав района Герцогство Лауэнбург. Подчиняется управлению Лауэнбургише Зеен.  Население составляет 578 человек (на 31 декабря 2010 года). Занимает площадь 11,55 км².